# Coronation Cup
La Coronation Cup fu una competizione calcistica britannica che si tenne tra l'11 e il 20 maggio 1953 nel quadro delle celebrazioni dell'incoronazione della regina Elisabetta II.
Organizzata congiuntamente dalle federazioni calcistiche inglese e scozzese, si tenne a Glasgow ad Hampden Park, sede del Queen's Park e stadio nazionale, e a Ibrox, impianto interno del Rangers.

## Storia
La scelta di tenere il torneo in Scozia fu dettata dalla necessità di non sovraffollare Londra, già sotto controllo della polizia per l'imminente cerimonia reale.
A prendervi parte furono 8 squadre di club, 4 per federazione: oltre alle due squadre campioni nazionali in carica (Arsenal e Rangers), parteciparono Tottenham, Manchester Utd e Newcastle Utd per l'Inghilterra, e Celtic, Aberdeen e Hibernian per la Scozia.
La formula adottata fu quella dell'eliminazione diretta: al primo turno ogni club inglese fu accoppiato a uno scozzese, e alle semifinali le forze erano ancora perfettamente equilibrate, avendovi acceduto due squadre per Paese (Celtic e Manchester Utd. nella prima semifinale, Hibernian e Newcastle nella seconda).
La Scozia prevalse in entrambi gli scontri di semifinale e ad andare in finale furono due squadre, il Celtic di Glasgow e l'Hibernian di Edimburgo, rappresentanti della tifoseria di origine irlandese, cattolica e antimonarchica.
Il 20 maggio 1953 ad Hampden Park il Celtic batté 2-0 l'Hibernian laureandosi, per la cultura di massa dell'epoca, «campione ufficioso di Gran Bretagna».
Le marcature furono di Neil Mochan nel primo tempo e di Jimmy Walsh in contropiede nel finale, entrambe ispirate da Jock Stein, all'epoca capitano del Celtic ma destinato a diventarne il primo allenatore protestante, nonché il più vincente della storia del club.
Tra i cattolici di Scozia, sulla scorta di tale successo, ebbe successo un motivo, chiamato The Coronation Cup Song ma più noto per la sua riga d'incipit, Said Lizzie to Philip ("Lizzie" essendo l'abbreviazione di Elisabetta II, e "Philip" il principe consorte Filippo di Edimburgo), in cui la regina domandava al marito come fare a battere il Celtic, e Filippo le suggeriva di deportare l'intera tifoseria di Hampden Park per far venir meno il supporto alla squadra.

## Partecipanti

### Inghilterra
- Arsenal (campione inglese in carica)
- Manchester Utd
- Newcastle Utd
- Tottenham

### Scozia
- Rangers (campione scozzese in carica)
- Aberdeen
- Celtic
- Hibernian

## Risultati
|  | Quarti di finale | Quarti di finale | Quarti di finale |                |           | Semifinale | Semifinale | Semifinale |  |  | Finale | Finale | Finale |  |
|  |                  |                  |                  |                |           |            |            |            |  |  |        |        |        |  |
|  | Celtic           | Celtic           | 1                |                |           |            |            |            |  |  |        |        |        |  |
|  | Celtic           | Celtic           | 1                |                |           |            |            |            |  |  |        |        |        |  |
|  | Arsenal          | Arsenal          | 0                |                |           |            |            |            |  |  |        |        |        |  |
|  | Arsenal          | Arsenal          | 0                |                | Celtic    | Celtic     | 2          |            |  |  |        |        |        |  |
|  |                  |                  |                  |                | Celtic    | Celtic     | 2          |            |  |  |        |        |        |  |
|  |                  |                  | Manchester Utd   | Manchester Utd | 1         |            |            |            |  |  |        |        |        |  |
|  | Rangers          | Rangers          | Manchester Utd   | Manchester Utd | 1         | 1          |            |            |  |  |        |        |        |  |
|  | Rangers          | Rangers          |                  |                |           |            |            |            |  |  |        |        |        |  |
|  | Manchester Utd   | Manchester Utd   | 2                |                |           |            |            |            |  |  |        |        |        |  |
|  | Manchester Utd   | Manchester Utd   | 2                |                | Celtic    | Celtic     | 2          |            |  |  |        |        |        |  |
|  |                  |                  |                  |                |           |            |            |            |  |  |        |        |        |  |
|  |                  |                  | Hibernian        | Hibernian      | 0         |            |            |            |  |  |        |        |        |  |
|  | Hibernian        | Hibernian        | Hibernian        | Hibernian      | 0         | 2          |            |            |  |  |        |        |        |  |
|  | Hibernian        | Hibernian        |                  |                |           |            |            |            |  |  |        |        |        |  |
|  | Tottenham        | Tottenham        | 1                |                |           |            |            |            |  |  |        |        |        |  |
|  | Tottenham        | Tottenham        | 1                |                | Hibernian | Hibernian  | 4          |            |  |  |        |        |        |  |
|  |                  |                  |                  |                | Hibernian | Hibernian  | 4          |            |  |  |        |        |        |  |
|  |                  |                  | Newcastle Utd    | Newcastle Utd  | 0         |            |            |            |  |  |        |        |        |  |
|  | Aberdeen         | Aberdeen         | Newcastle Utd    | Newcastle Utd  | 0         | 0          |            |            |  |  |        |        |        |  |
|  | Aberdeen         | Aberdeen         |                  |                |           |            |            |            |  |  |        |        |        |  |
|  | Newcastle Utd    | Newcastle Utd    | 4                |                |           |            |            |            |  |  |        |        |        |  |

### Finale
| Arbitro: | Hugh Phillips |

|                                                                                      |            |                                                                                       |
| Mochan 28’ Walsh 87’                                                                 | Marcatori  |                                                                                       |
| Bonnar Haughney Rollo Evans Stein (c) McPhail Collins J. Walsh Mochan Peacock Fernie | Formazioni | Younger Govan Paterson Buchanan Howie Combe G. Smith Johnstone Reilly Turnbull Ormond |